# 圣马洛湾
圣马洛湾（法語：Golfe de Saint-Malo，法語發音：[ɡɔlf də sɛ̃ malo]），又称诺曼底-布列塔尼湾（法語：Golfe normanno-breton，法語發音：[ɡɔlf nɔʁmanɔ bʁətɔ̃]），是英吉利海峡西南部的一个海湾，位于布列塔尼、诺曼底和海峡群岛之间。圣马洛湾西起布雷阿群岛，北至根西岛和奥尔德尼岛，东抵科唐坦半島西海岸。